# Білоруська федерація футболу

Логотип до 2013 року

Білоруська федерація футболу (біл. Беларуская федэрацыя футбола) — асоціація, що здійснює контроль і управління футболом в Білорусі. Штаб-квартира розташована у Мінську. Заснована у 1989 році. Увійшла до складу ФІФА у 1992 році. Член УЄФА з 1993 року. Асоціація організовує діяльність та здійснює керування національними збірними з футболу, включаючи головну національну збірну та молодіжну збірну. Крім того серед завдань федерації є розвиток та популяризація футболу у країні.
Під егідою федерації проводяться змагання у Чемпіонаті Білорусі з футболу та Кубку Білорусі з футболу.